# Cyathea imrayana
Cyathea imrayana är en ormbunkeart som beskrevs av William Jackson Hooker. Cyathea imrayana ingår i släktet Cyathea och familjen Cyatheaceae. Utöver nominatformen finns också underarten C. i. basilaris.